# Acanthodelta thermopera
Acanthodelta thermopera är en fjärilsart som beskrevs av George Francis Hampson 1913. Acanthodelta thermopera ingår i släktet Acanthodelta och familjen nattflyn. Inga underarter finns listade i Catalogue of Life.